# Rhinocricus lamprurus
Rhinocricus lamprurus är en mångfotingart som beskrevs av Chamberlin 1941. Rhinocricus lamprurus ingår i släktet Rhinocricus och familjen Rhinocricidae. Inga underarter finns listade i Catalogue of Life.